# مار موسی
مار موسی (به عربی: مار موسی) یک منطقهٔ مسکونی در لبنان است که در شهرستان المتن واقع شده‌است.